# Gare de Bascoup
La gare de Bascoup (anciennement Bascoup-Chapelle) est une gare ferroviaire belge, fermée, des lignes 113, de Manage à Piéton, 183, de La Louvière à Bascoup et 254, de Bascoup à Trazegnies située à Bascoup, dans la commune de Chapelle-lez-Herlaimont, en Région wallonne dans la province de Hainaut.
La première gare de Bascoup est mise en service en 1848 par la compagnie du Mons-Manage, suivie en 1867 par une seconde gare en 1865, autour de laquelle la SNCB, puis Infrabel, exploite un atelier de fabrication et réparation d'appareils de voie. C'est aujourd'hui le seul raccordé de cette ligne, la section Bascoup-Manage et les trains de voyageurs ayant disparu depuis 1984.

## Situation ferroviaire
La gare de Bascoup est située au point kilométrique (PK) 6,1 de la ligne 113, de Piéton à Manage, fermée au nord de Bascoup entre les haltes fermées de Beauregard et Chapelle-lez-Herlaimont. Elle constituait était également située au PK 8,0 de la ligne 183 de La Louvière à Bascoup, démantelée de 1874 à 1968, et de la ligne 254 de Bascoup à Trazegnies, également fermée.

## Histoire

### Bascoup-État
Située à un autre emplacement, la première station de Bascoup est mise en service, le 1er février 1848 par la Société des chemins de fer de Namur à Liège et de Mons à Manage avec leurs extensions sur la ligne de La Louvière-Centre à Bascoup, surnommée « chemin de fer des Anglais » ou « chemin de fer de l'Olive », un chemin de fer à vocation minière et industrielle. Après la cession de la compagnie du Mons-Manage aux Chemins de fer du Nord, l’État belge obtient de récupérer les lignes Mons - La Louvière - Manage ainsi que celle vers Bascoup, et construit en 1860 un bâtiment de gare de style État belge. Ce dernier a échappé à la démolition et a été reconstruit en 2018 pour accueillir le centre médical le Solis.
En 1870, les deux chemins de fer s'ignorent. Cette ligne de l'Olive franchit le chemin de fer de Manage à Piéton, dit "chemin de fer de Fontaine-l'Évêque", d'une part pour desservir les charbonnages de Bascoup et de l'autre par un prolongement qui se continue jusqu'au canal par la "branche de Bellecourt". En 1891, ce chemin de fer est déjà en partie désaffecté et un raccordement a été réalisé avec la branche de Bellecourt au nord de Bascoup.

### Bascoup-Chapelle
La Compagnie du chemin de fer de Manage à Piéton et de ses extensions crée en 1865 la ligne de Manage à Piéton, ainsi que la nouvelle gare de Bascoup-Chapelle. Elle confie l'exploitation de son réseau à la Société anonyme des chemins de fer belges de la jonction de l'Est qui exploite déjà la ligne de Wavre à Manage (future ligne 141). L’État raccordera dans la foulée la ligne des Anglais à cette nouvelle gare et renommera l'ancien terminus Bascoup-État. L’État belge rachètera la Compagnie du Manage-Piéton en 1870.
Le 15 décembre de la même année, la ligne 254, de Bascoup à Trazegnies, desservant les puits 5, 6 et 7 des Charbonnages de Mariemont-Bascoup est mise en service[Par qui ?]. Cette ligne a disparu après l'arrêt de l'extraction minière[Quand ?].
La ligne 183, sinueuse et inadaptée, perd ses trains de voyageurs et ses sections à double voie dès 1871 et sera démantelée par étapes dès les années 1880. La section entre Bascoup et la gare de l’Étoile restera ouverte comme ligne industrielle jusqu'en 1968.
Le premier bâtiment de gare, une construction qu'aucune photographie n'illustre, est démonté et reconstruit à La Croyère. À la place, l'ancien bâtiment de la gare de Haine-Saint-Pierre (appelé Baume ou Beaume à l'origine), est remonté à Bascoup. Le nouveau bâtiment de gare, d'une superficie de 309,86 m2, est construit à Bascoup-Chapelle en 1880. Lorsqu'il se trouvait à Baume, il était semblable à ceux des gares d'Auvelais, Floreffe et Bracquegnies lesquelles faisaient partie du même lot lors de la mise en adjudication publique, le 18 avril 1860 dans la salle d'attente de la gare de Bruxelles-Nord. Les photographies de la gare de Bascoup montrent une configuration similaire (sept travées) mais dépourvu des frontons décoratifs surmontant les baies latérales ; seul le fronton médian est maintenu, avec des rampants en pierre similaires à ceux des pignons transversaux, une disposition qui se retrouve à Haren-Nord, Buizingen et Quaregnon, tout comme la présence d'un porche d'entrée coté rue. Ce corps principal est complété par une aile de deux travées espacées avec une fenêtre au pignon éclairant les combles et une cour. Le pavillon des WC, de type standard État belge, provient également de Haine-Saint-Pierre tandis qu'une annexe dans la continuité de cette construction arbore un style différent (construction plus récente ou plus ancienne). Sur le quai opposé, un abri mélangeant la brique et le métal, avec un toit plat, a été construit en 1880. Un auvent en métal et en verre, accroché à la façade, présente le même aspect que celui des gares de Haren-Nord, Buizingen et Quaregnon. Les portes et fenêtres se singularisent par leur sommet en anse de panier, une disposition également visible à Floreffe et Auvelais et au rez-de-chaussée de Bracquegnies. Un agrandissement du bâtiment a eu lieu en 1887.
L’État ajoute plusieurs haltes à la ligne 113 - à l'origine, elle ne comportait que la gare de Bascoup entre Manage et Piéton - et finira par construire un grand atelier destiné à l'entretien de la voie et à la fabrication de pièces et appareils de voie. Désormais propriété d'Infrabel, il est toujours en activité en 2021 et fabrique des aiguillages lesquels sont acheminés en une seule pièce sur des wagons spéciaux, empruntant la ligne 113 entre Bascoup et Piéton.
Le reste de la ligne 113 a été fermé et démonté pour 1988. Quatre ans auparavant, la SNCB fermait les gares de la ligne aux voyageurs le 3 juin 1984 lors de l'entrée en application du plan IC-IR.
Le bâtiment de la gare avait déjà disparu au début des années 1980